# پیتر، سو و مارک
پیتر، سو و مارک (به انگلیسی: Peter, Sue & Marc) گروه موسیقی سوئیسی بود.
آن‌ها نماینده سوئیس در یوروویژن ۱۹۷۱، یوروویژن ۱۹۷۶، یوروویژن ۱۹۷۹، یوروویژن ۱۹۸۱ بودند.